# Complainte pour Ste. Catherine
"Complainte pour Ste. Catherine" is een nummer van het Canadese folkduo Kate & Anna McGarrigle. Het nummer verscheen op hun debuutalbum Kate & Anna McGarrigle uit 1976. In 1975 werd het al uitgebracht als de eerste single van het album.

## Achtergrond
"Complainte pour Ste. Catherine" is geschreven door Philippe Tatartcheff en Anna McGarrigle en geproduceerd door Joe Boyd en Greg Prestopino. Het werd oorspronkelijk uitgebracht als de B-kant van "Hommage à Henri Richard", een solosingle van Anna McGarrigle die zij samen met Richard Baker schreef. Het werd geschreven nadat de Montreal Canadiens in de playoffs van de National Hockey League stonden, maar de single kende geen succes nadat de Canadiens verloren van de New York Rangers. Vervolgens namen Kate & Anna McGarrigle het op voor hun debuutalbum.
De tekst van "Complainte pour Ste. Catherine" neemt de politiek op de hak. Het wordt gezongen vanuit het oogpunt van een arm meisje dat boven het metrostation Côte-Ste-Catherine in Montreal woont. In de winter maakt zij met haar vrienden gebruik van de hitte in de bovenste regionen van het station, terwijl zij in de zomer strijdt tegen muggen.
"Complainte pour Ste. Catherine" werd een hit in Nederland met een zeventiende plaats in de Top 40 en een achttiende plaats in de Nationale Hitparade. Het nummer werd door diverse artiesten gecoverd, waaronder door Kirsty MacColl. Marie Bergman bracht in 1977 in het Zweeds een cover uit onder de titel "Ingen kommer undan politiken". Roxette-zangeres Marie Fredriksson nam deze versie in 2006 opnieuw op.

## Hitnoteringen

### Nederlandse Top 40
| Hitnotering: 13-03-1976 t/m 10-04-1976 | Hitnotering: 13-03-1976 t/m 10-04-1976 | Hitnotering: 13-03-1976 t/m 10-04-1976 | Hitnotering: 13-03-1976 t/m 10-04-1976 | Hitnotering: 13-03-1976 t/m 10-04-1976 | Hitnotering: 13-03-1976 t/m 10-04-1976 | Hitnotering: 13-03-1976 t/m 10-04-1976 |
| Week                                   | 1                                      | 2                                      | 3                                      | 4                                      | 5                                      |                                        |
| -------------------------------------- | -------------------------------------- | -------------------------------------- | -------------------------------------- | -------------------------------------- | -------------------------------------- | -------------------------------------- |
| Positie                                | 21                                     | 18                                     | 17                                     | 21                                     | 31                                     | uit                                    |

### Nationale Hitparade
| Hitnotering: 13-03-1976 t/m 27-03-1976 | Hitnotering: 13-03-1976 t/m 27-03-1976 | Hitnotering: 13-03-1976 t/m 27-03-1976 | Hitnotering: 13-03-1976 t/m 27-03-1976 | Hitnotering: 13-03-1976 t/m 27-03-1976 |
| Week                                   | 1                                      | 2                                      | 3                                      |                                        |
| -------------------------------------- | -------------------------------------- | -------------------------------------- | -------------------------------------- | -------------------------------------- |
| Positie                                | 29                                     | 18                                     | 29                                     | uit                                    |

### NPO Radio 2 Top 2000
| Nummer met noteringen in de NPO Radio 2 Top 2000 | '99 | '00 | '01 | '02 | '03 | '04 | '05 | '06 | '07 | '08 | '09  | '10  | '11  | '12  | '13  | '14  | '15  |
| ------------------------------------------------ | --- | --- | --- | --- | --- | --- | --- | --- | --- | --- | ---- | ---- | ---- | ---- | ---- | ---- | ---- |
| Complainte pour Sainte-Catherine                 | 536 | 604 | 504 | 637 | 804 | 612 | 697 | 817 | 670 | 679 | 1427 | 1264 | 1418 | 1527 | 1862 | 1793 | 1550 |

1. ↑  Een vetgedrukt getal geeft de hoogste notering aan.
2. ↑  Deze tabel is bijgewerkt tot en met de laatste editie (2024).